# 사브리타스
사브리타스 (Sabritas, S. de R.L. de C.V.)는 펩시코가 소유한 멕시코 스낵 회사이다. 사브리타스는 감자칩 제조로 가장 잘 알려져 있으며, 멕시코에서 레이즈의 이름이자, 콜롬비아의 마가리타스나 영국 및 아일랜드의 워커스와 유사하다.

## 역사
사브리타스는 1943년 페드로 안토니오 마르코스 노리에가가 멕시코시티에서 Golosinas y Productos Selectos라는 이름으로 설립했다. 감자칩, 콘칩, 스낵을 생산 및 판매했으며, 주로 자전거 기반의 작은 유통망에 의존했다. 이 이름은 스페인어로 맛있는 튀김(또는 튀긴 것)을 의미하는 Sabrosas y Fritas의 혼성어이다.
1966년, 프리토레이와 펩시콜라 컴퍼니가 합병하여 펩시코가 된 지 1년 후, 사브리타스는 인수되었다. 회사는 공정을 현대화하고 소매 채널을 확장하기 시작했다.
2000년, 사브리타스는 인간 소비용으로 승인되지 않은 스타링크라는 유전자 변형 옥수수를 부주의하게 포함한 타코 껍질을 만들었다. 오염된 밀가루는 텍사스의 제분소에서 공급되었다. 이 껍질은 크래프트를 대신하여 만들어졌는데, 크래프트는 이들을 타코벨 브랜드 패키지로 슈퍼마켓에 유통했다. 지구의 벗이 스타링크를 감지하자 크래프트는 타코 껍질을 리콜했다.

## 현재
사브리타스는 펩시코가 멕시코에서 치토스, 프리토스, 도리토스, 러플스와 같은 프리토레이 제품을 브랜딩하는 브랜드이다. 또한 자체 감자칩 라인의 이름이기도 하다. 프리토레이는 미국에서도 사브리타스 브랜드로 자사 제품의 변형을 판매한다. 일부 계절에는 사브리타스 봉지마다 포장되지 않은 플라스틱과 따조가 들어있다. 따조는 미국에서 POGS로 알려져 있다. 또한 크루히토스(Crujitos), 포페츠(Poffets), 란체리토스(Rancheritos), 사브리톤즈(Sabritones)와 같은 여러 현지 제품도 있다.
사브리타스는 멕시코 스낵 시장의 약 80%를 장악하고 있으며, 주요 경쟁사인 그루포 빔보의 바르셀은 12%를 차지한다.

## 알레그로 인터내셔널
1982년, 라틴아메리카 부채 위기 한가운데에 경제력 위축으로 인한 수요 감소에 대한 대응책으로 사탕으로 제품 라인을 확장하기 위해 손릭스(Sonric's)를 만들었다.

이 브랜드는 마스코트인 마법사(엘 마구이토 손릭스(El Maguito Sonrics)로 알려짐)로 유명하며 어린이들에게 인기가 많다.
이 브랜드는 너무 성공적이어서 나중에 건조 분말 혼합물 및 향미수와 같이 손릭스에 잘 맞지 않는 다른 시장으로 확장되었으므로, 이를 수용하기 위해 펩시코의 새로운 사업부인 알레그로 인터내셔널(Alegro Internacional)을 만들기로 결정했다.

## 같이 보기
- 브랜드명 스낵 식품 목록